# Српска Православна црква Светог Николе у Сакулама
Српска Православна црква Светог Николе у Сакулама, месту у општини Опово, подигнута је 1844. године и представља непокретно културно добро као споменик културе од великог значаја.
Црква је посвећена Светом Николи, саграђена је као репрезентативна једнобродна грађевина разуђених фасада, изведена у класицистичком стилу. Северна и јужна фасада решене су са дубоким полукружно завршеним нишама у којима су смештени прозори, а на западном прочељу полукружно завршен прозор над порталом фланкирају две слепе нише истог облика и димензија. Унутрашња декорација поседује стилско јединство, будући да је настала као дело једне групе мајстора у кратком временском периоду. Иконопис Константина Пантелића из 1856/1857. године на олтарској прегради, архијерејском и Богородичином трону, чини целину са њиховим архитектонским конструкцијама и скулпторским радом (дверима, оплатом и резбаријом). Исти резбар је вероватно начинио и два налоња за целивајуће иконе, а по свој прилици истовремени су и орнаментални и фигурални украс на зидовима храма. У цркви се налазе још иконе из 18. и 19. века и једно оковано јеванђеље, штампано у Русији 1760. године.